# Ich Verdiene
Der Frachtschiffstyp Ich Verdiene, auch Nobiskrüger, Nobiskruger oder Nobiskruger Nr. 1 genannt, war der erste in Deutschland entwickelte und auch in Serie gebaute Serien-Küstenschiffstyp.

## Geschichte
Die Nobiskrug-Werft in Rendsburg bot Anfang der 1930er Jahre einen Katalog mit Standardfrachtschiffstypen mit Preis und festen Lieferfristen an. Das Bauprogramm dieser Schiffstypen zielte auf eine besonders effiziente Bauweise und war nach zwei erfolgreichen Kümo-Neubauten im Jahr 1926 ein erfolgreicher Versuch, nach der vorangegangenen Weltwirtschaftskrise wieder Neubauaufträge zu erhalten. Der Typ „Ich Verdiene“ stellte sich als besonders erfolgreich heraus und wurde zwölfmal hergestellt. Mit dem Namen „Ich Verdiene“ sollte vermutlich die besondere Wirtschaftlichkeit des neuen Typs beworben werden. Diese hat sich zurückblickend als zutreffend herausgestellt, denn bis zumindest Anfang der 1990er Jahre fuhren nachweislich noch zwei, wenn auch vielfach umgebaute und vergrößerte, „Nobiskrüger“ als Frachtschiffe.
Die aus Stahl genieteten Motorschoner mit Spiegelheck waren Dreimaster mit Schonerbesegelung und einem weit achtern angeordneten Ruderhaus.  Die Formgebung orientierte sich am pommerscher Yachtschoner. Als Antrieb diente zunächst ein Dieselmotor von etwa 150 Pferdestärken, im Laufe der Betriebsjahre erhielten die Schiffe aber später Neumotorisierungen mit größerer Leistung.
Nachdem die Annemarie am 1. November 2018 in Hamburg verschrottet worden ist, verbleiben 
zwei Schiffe dieser Baureihe (Stand Juli 2020):
- der Dreimastgaffelschoner Kajama, ursprünglich Wilfried, der Tagesausflüge von Toronto, Kanada aus unternimmt,[1]
- die Marjorie, zuvor von 2001 bis 2012 Hartstocht,[2] ursprünglich Nobiskrug,[3] wurde von 2002 bis 2003 umgebaut und mit Passagierkabinen ausgestattet. Sie liegt als Hotelschiff in Antwerpen und wird gelegentlich auch für Segeltörns genutzt.

## Bauliste
| Schiffe des Typs „Ich Verdiene“ | Schiffe des Typs „Ich Verdiene“ | Schiffe des Typs „Ich Verdiene“ | Schiffe des Typs „Ich Verdiene“ | Schiffe des Typs „Ich Verdiene“      | Schiffe des Typs „Ich Verdiene“ |
| Bauname                         | Baunummer                       | IMO- Nummer                     | Ablieferung                     | Reederei                             | Umbenennungen und Verbleib |
| ------------------------------- | ------------------------------- | ------------------------------- | ------------------------------- | ------------------------------------ | --- |
| Bishorst                        | 300                             | 5230856                         | 1928                            | Kpt. J. H. Ossenbrüggen, Haseldorf   | 1938 Falkenstein Kpt. O. Fahje, Blankenese, 1946 Falkenstein X2374, 1958 Kpt. K. Brünjes, Bremervörde, 1961 Mehe, 1970 Abbruch |
| Annemarie                       | 393                             | 5019109                         | 1930                            | Kpt. Julius Penns, Burg/Dithmarschen | Ende 1950er Jahre an Kapitän W. Kruse, Itzehoe, Ende 1980er Jahre aus der Fahrt, ab 2008 in Rendsburg als Jugendschiff, 2018 in Hamburg-Moorburg abgebrochen |
| Valborg                         | 394                             | -                               | 1930                            | Kpt. W. Schultz, Stade               | 1946 Valborg X2524, 1953 W. & H. Schultz, Stade, 1965 Abbruch |
| Wilfried                        | 395                             | 5389578                         | 1930                            | Kpt. Wilhelm Wilckens, Schulau       | 1946 Wilfried X2529, 1964 Kajama, A. Köhler Asmussen, Egernsund, (DNK), 1999 Kajama Great Lakes Schooner Co., Toronto (CAN), 2020 in Fahrt |
| Geheimrat Koenigs               | 398                             | -                               | 1930                            | Kpt. H. J. A. Knüppel, Finkenwerder  | 1946 Geheimrat Koenigs X2221, 1952 Kpt. H. H. Knüppel, 1955 Heijo, Kpt. H. Schepers, Haren/Ems, 1962 Donau-S, Kpt. E. Schlierf, Haren, am 2. September 1969 vor Langesund gesunken. |
| Gertrud                         | 399                             | 5238858                         | 1930                            | Kpt. Jochim H. Brunckhorst, Schulau  | 1939 Gertrud V1009 Kriegsmarine, 1946 Gertrud X2222" J. H. Brunckhorst, Schulau, 1960 Mojenhörn, Kpt. J. Kruse (Grünendeich), 1970 in Dänemark abgebrochen |
| Nobiskrug                       | 400                             | 5254216                         | 1930                            | Kapt. Heinrich D. Stüven, Hamburg    | 2001 Hartstocht, 2012 Marjorie, 2020 als Hotelschiff in Antwerpen genutzt |
| Emil                            | 402                             | 5142621                         | 1931                            | Kapt. Emil Jess, Rendsburg           | 1960 Harald, Eigner Gustav Lührs, Wedel, ca. 1966 verschrottet |
| Bertha von Busch                | 403                             | 5616520                         | 1931                            | Kapt. Fritz von Busch, Hamburg       | 1948 in ein Minenfeld vor Laboe gefahren und gesunken |
| Ellen                           | 404                             | -                               | 1931                            | Kapt. Johannes Knüppel, Hamburg      | am 20. Februar 1946 von der SMAD beschlagnahmt und in die Sowjetunion überführt, dort als Арагви mit Heimathafen Baku zunächst auf die Caspian Shipping Company eingetragen, 1948 auf die staatliche Erdöl-Gesellschaft Азнефтнразведка (Aznefterazvedka) registriert, bis 1965 in Fahrt und danach wahrscheinlich abgebrochen |
| Gerda II                        | 424                             | 5136086                         | 1931                            | Kapt. E. Bettke, Hamburg             | 1952 verlängert, 1957 Gretel Marina, 1965 Libra I, 1969 Ratingen, am 24. März 1977 auf Position 54,50°N; 012,10°E auf Grund gelaufen und anschließend verschrottet |
| Hertha Johanne                  | 425                             | 5616524                         | 1932                            | Kapt. Ernst de Buhr, Rhaudermoor     | 1935 verlängert, 1951 nochmals verlängert, 1955 erhöht, 1958 Dini Lütter, Eigner Heinrich Niemeyer, Westrhauderfehn, im September 1970 verschrottet |
| Daten: www.nobiskrug.com        |                                 |                                 |                                 |                                      | |

## Galerie

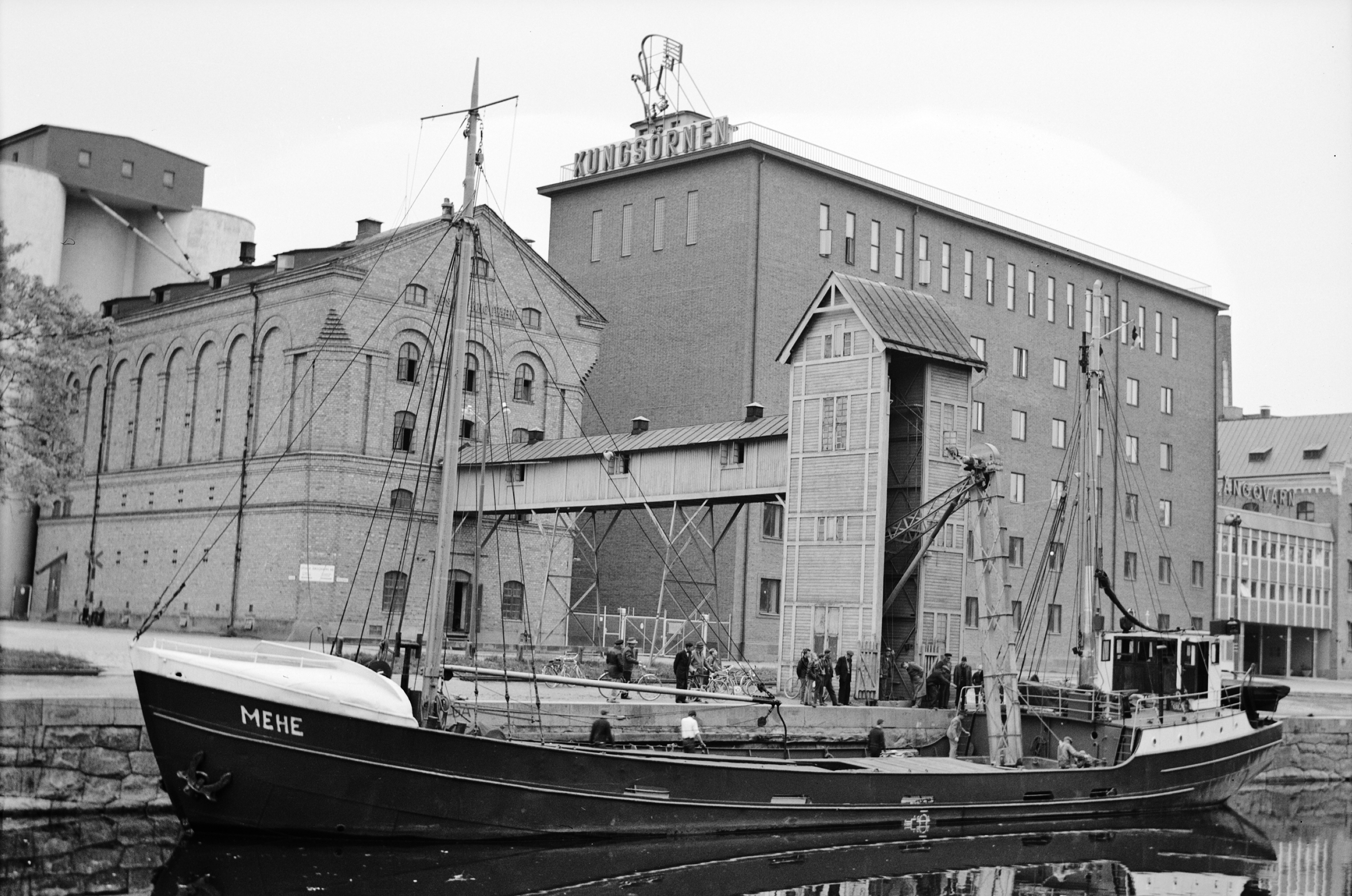
Die Mehe, ehemals Bishorst, das Typschiff der Baureihe
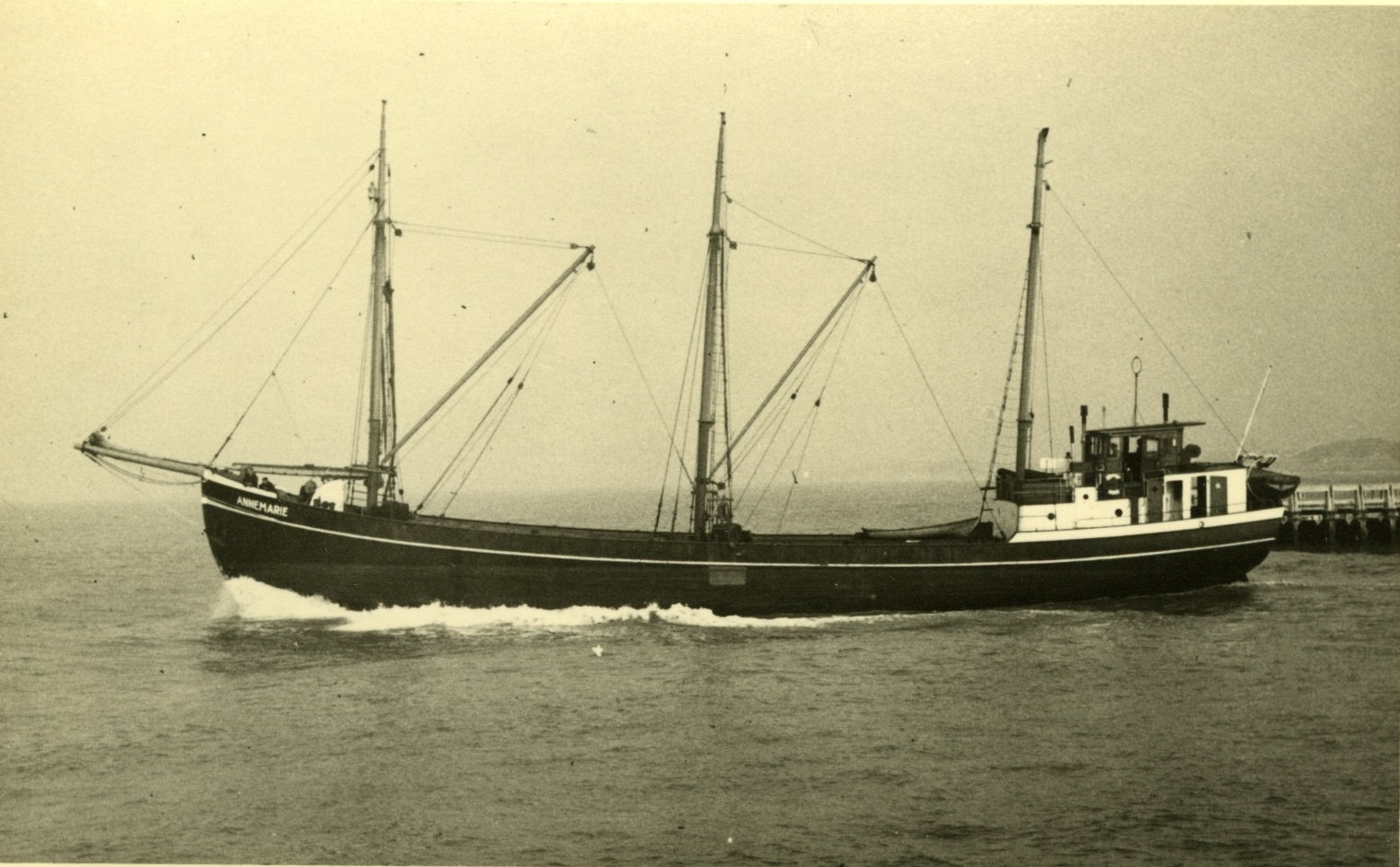
Die Annemarie
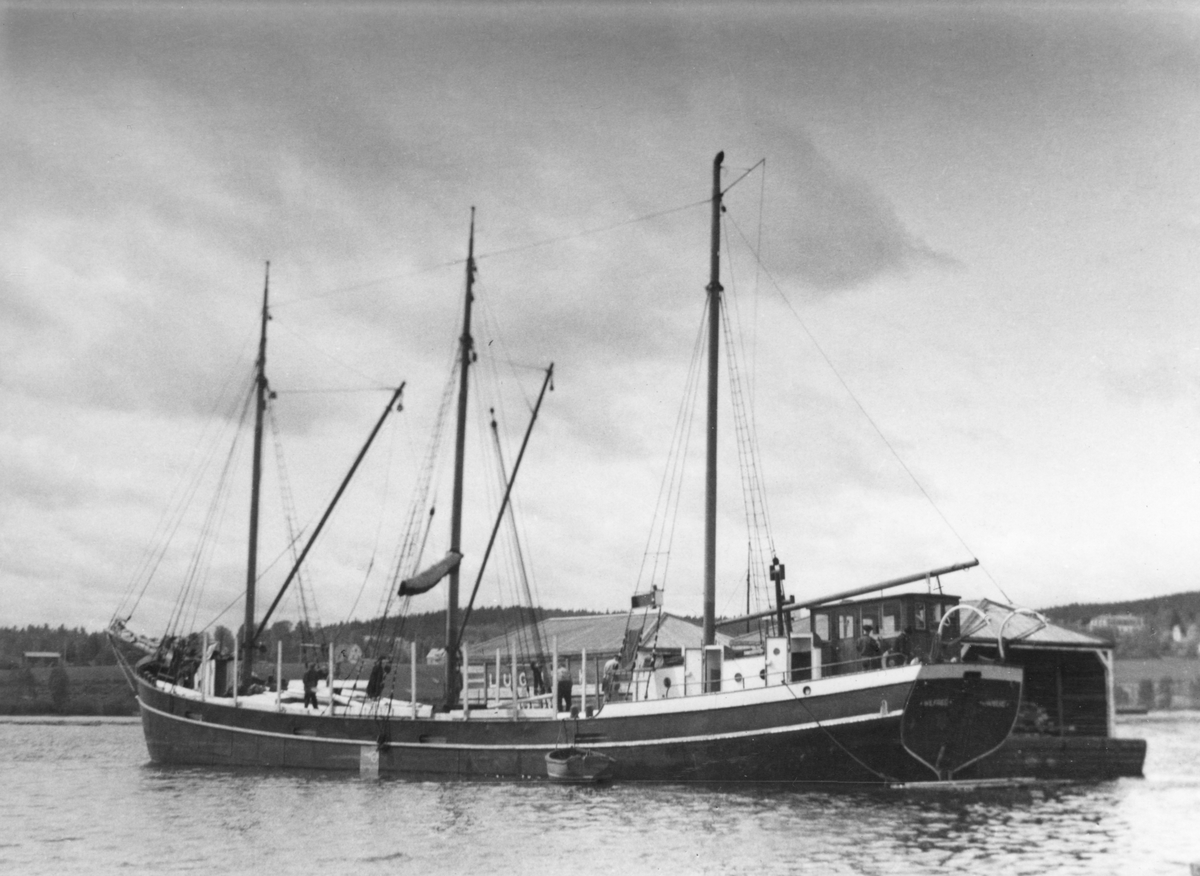
Die Wilfried
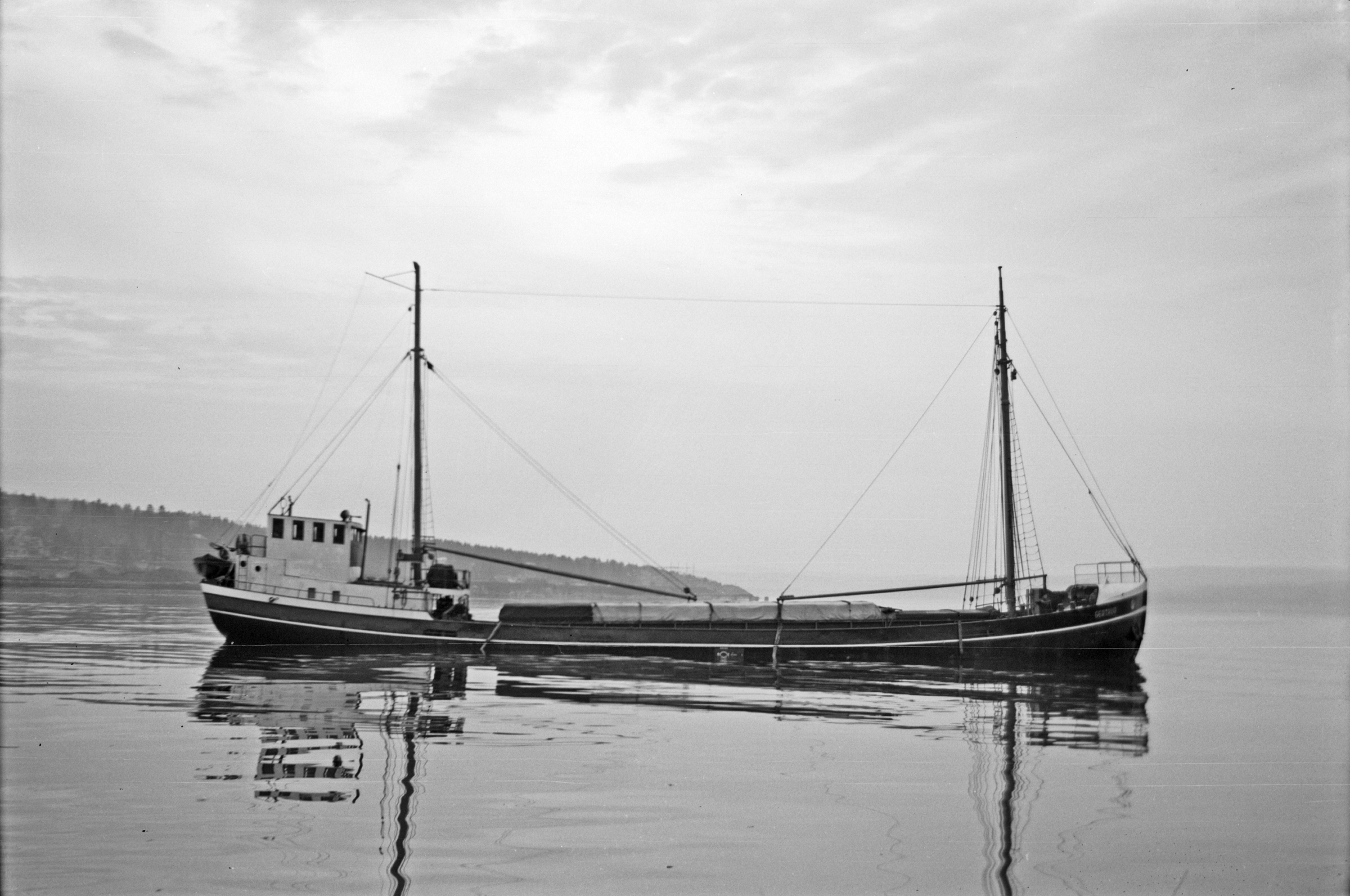
Die Gertrud
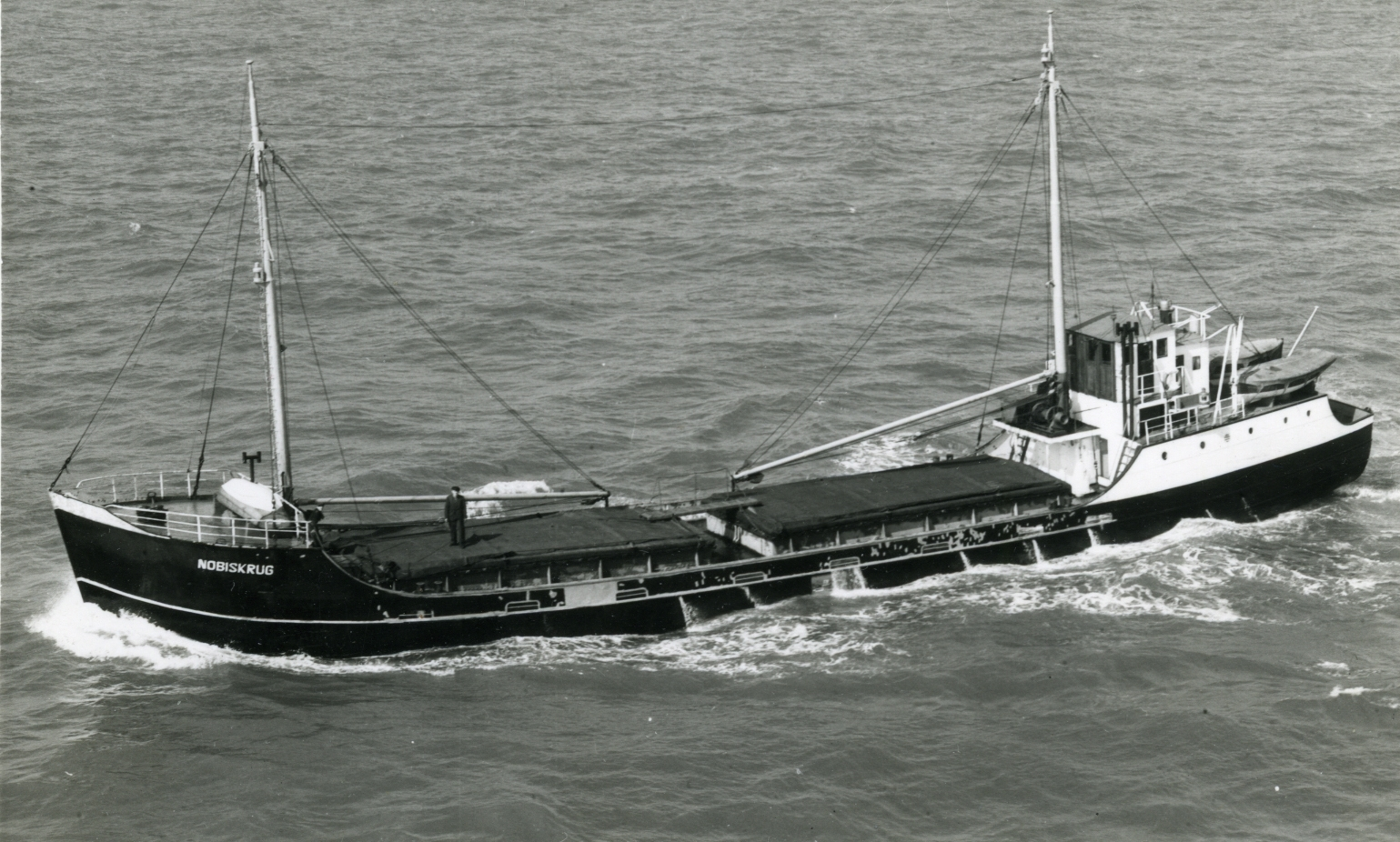
Die Nobiskrug
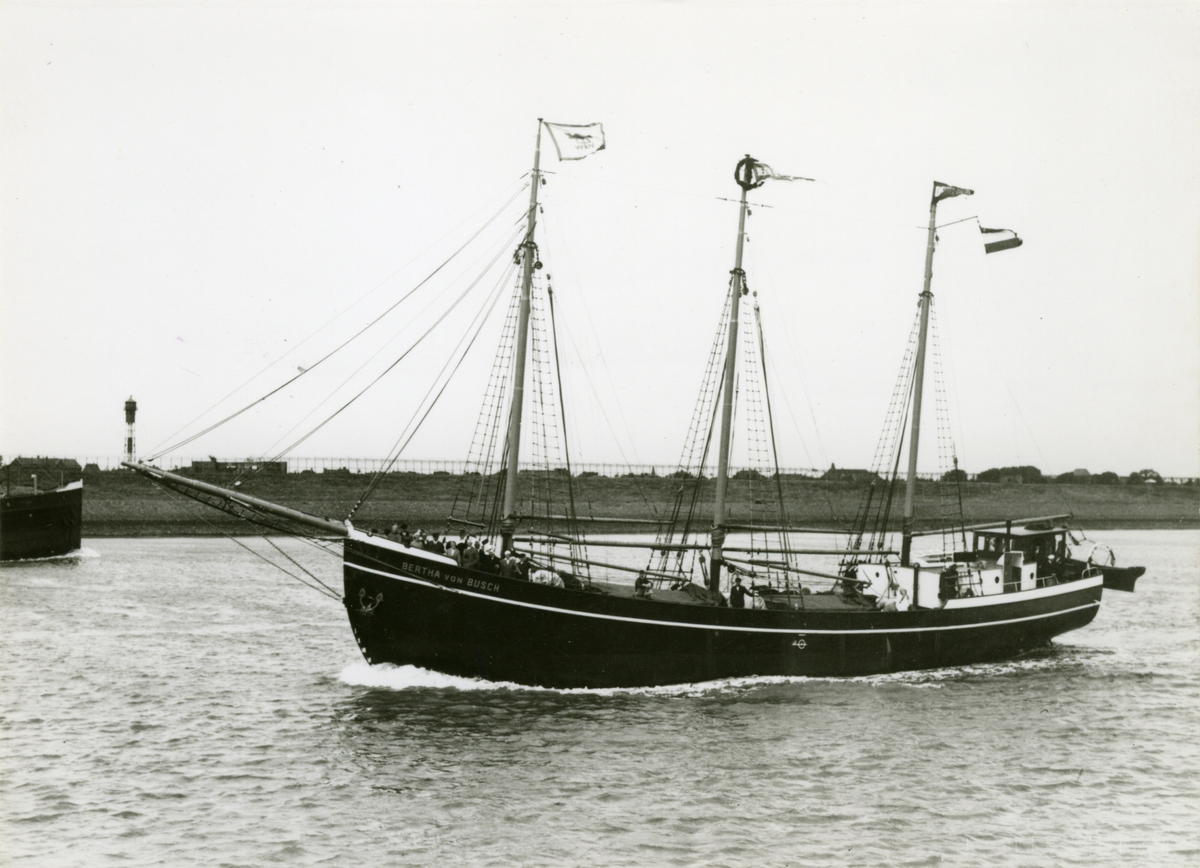
Die Bertha von Busch
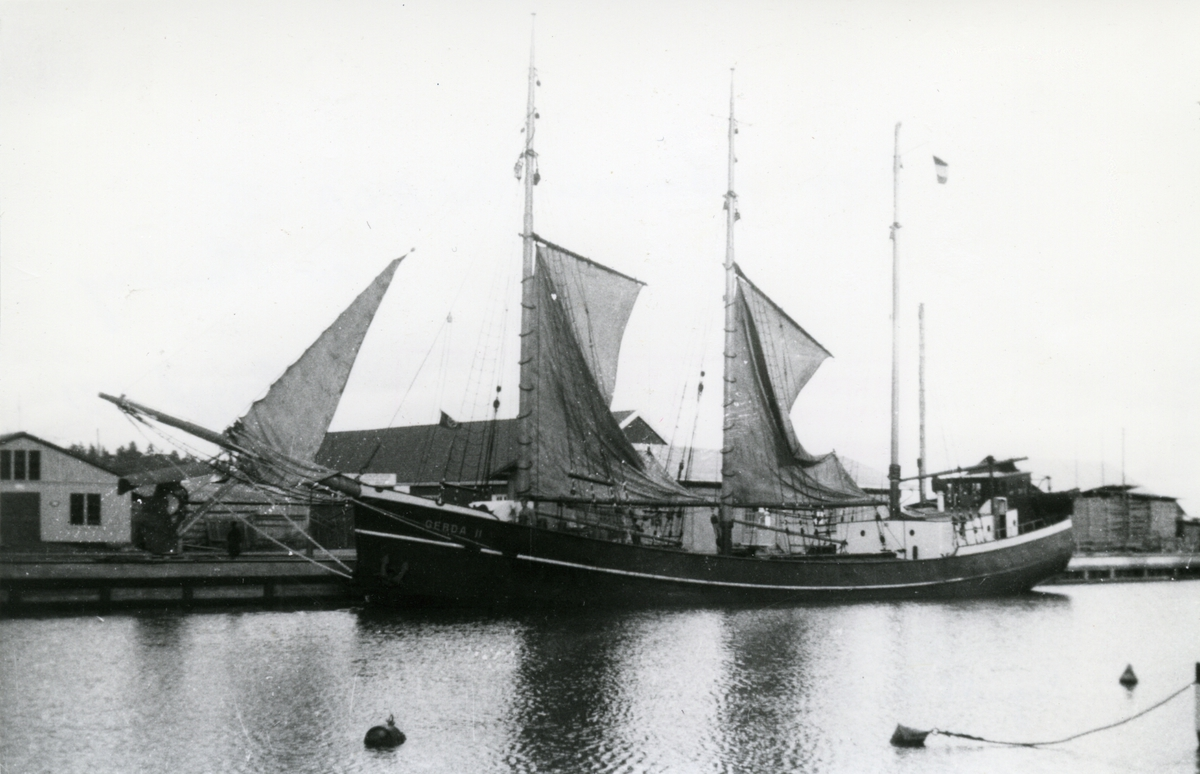
Die Gerda II
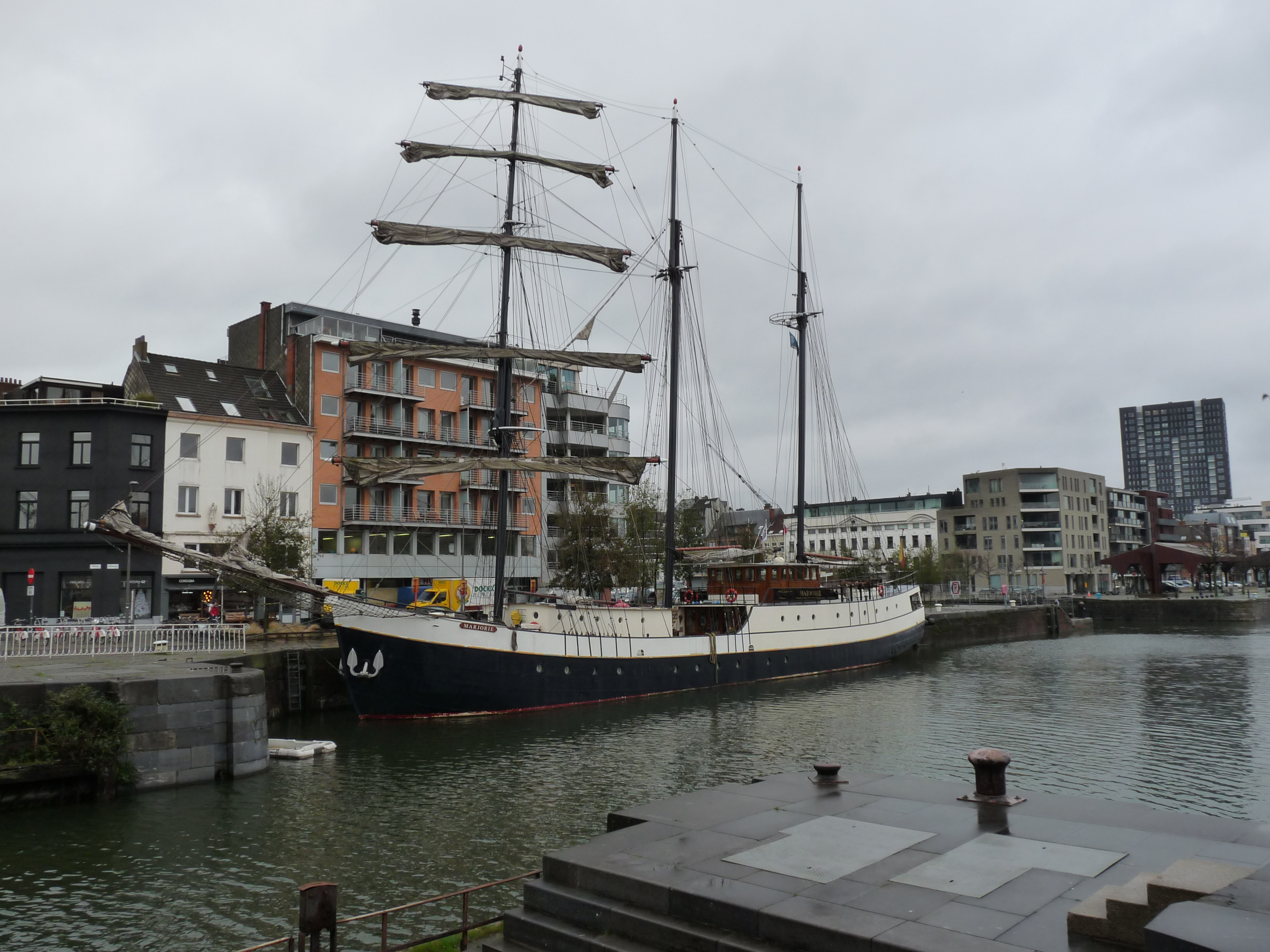
Hotelschiff Marjorie, ehemals Nobiskrug
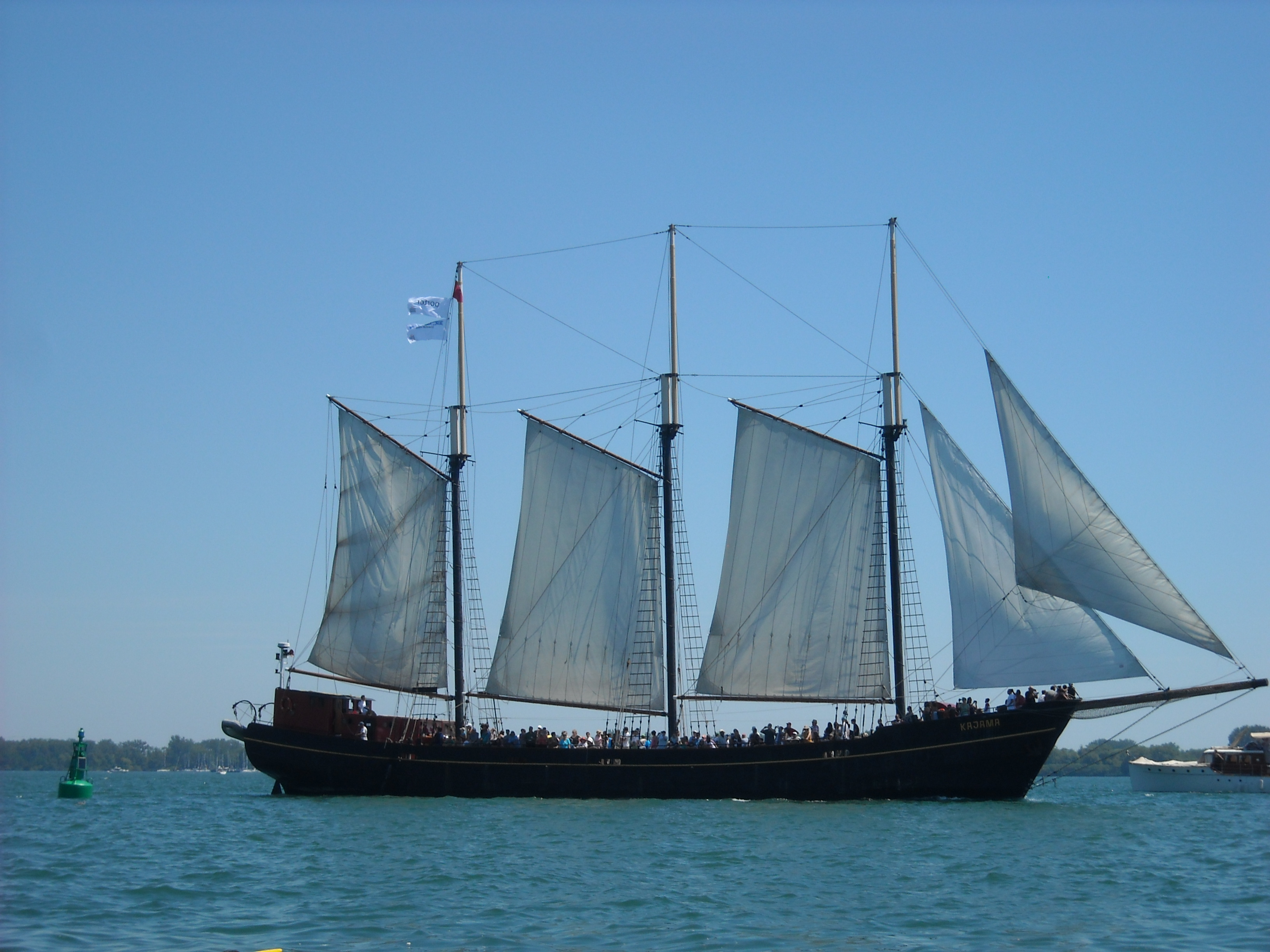
Die umgebaute Kajama, ehemals Wilfried